# NGC 7520
NGC 7520 في الفهرس العام الجديد، هي مجرة، تقع في كوكبة الدلو. اكتشفت في 1876 بواسطة فيلهلم تمبل.

## روابط خارجية
- NGC 7520 على موقع ويكي سكاي: DSS2, SDSS, GALEX, IRAS, Hydrogen α, X-Ray, Astrophoto, Sky Map, Articles and images